# Arsenal de Roanne

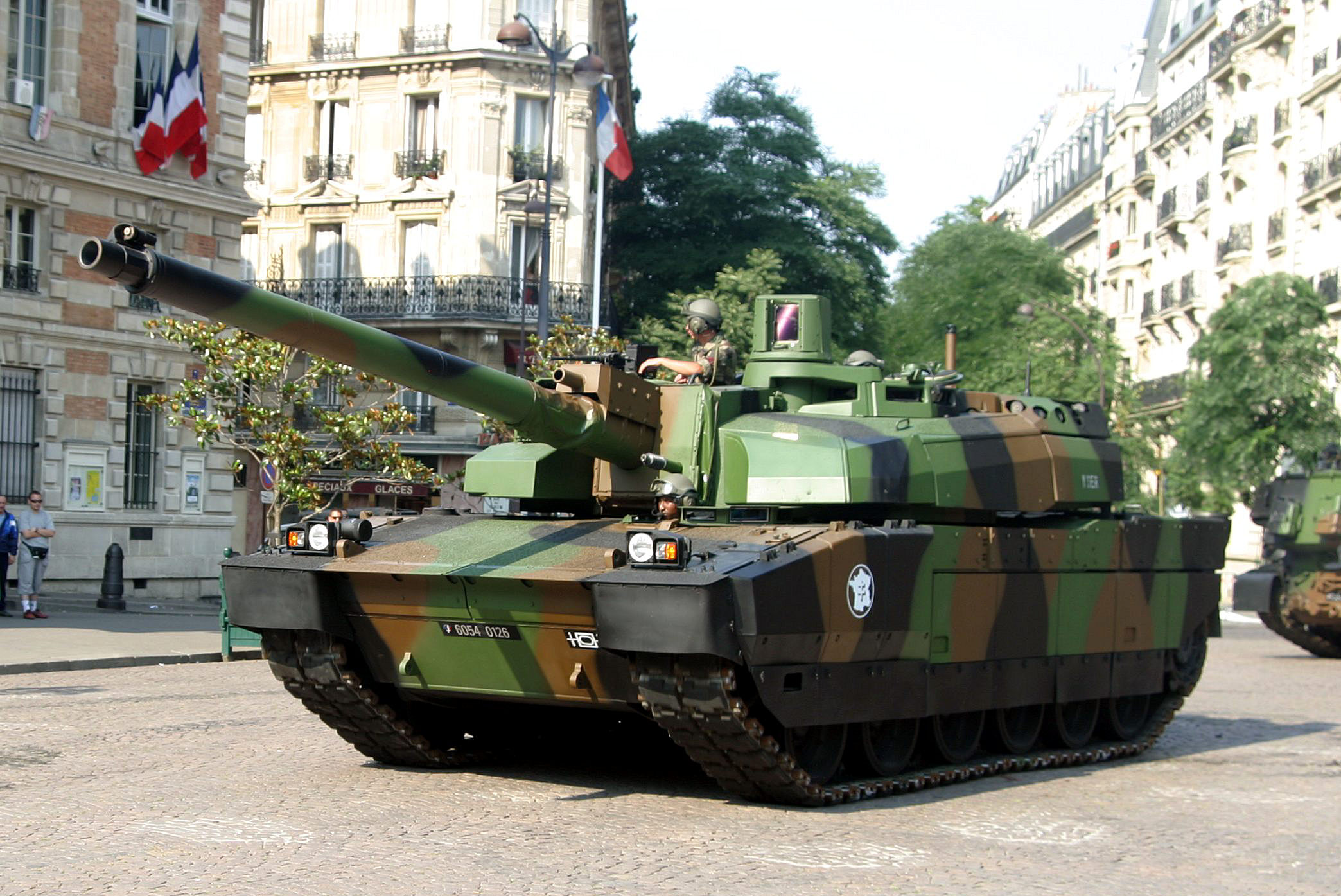
Char se situant dans l'arsenal de Roanne

Pour les articles homonymes, voir Arsenal (homonymie) et ARE.
L'arsenal de Roanne est un ensemble industriel militaire français, situé à Roanne dans la Loire. Créé en 1917 dans le contexte de la Première Guerre mondiale, il est aujourd'hui en majorité démantelé. Il constitue pourtant encore un élément structurant de la région roannaise, et un quartier des villes de Roanne et Mably.

## Genèse

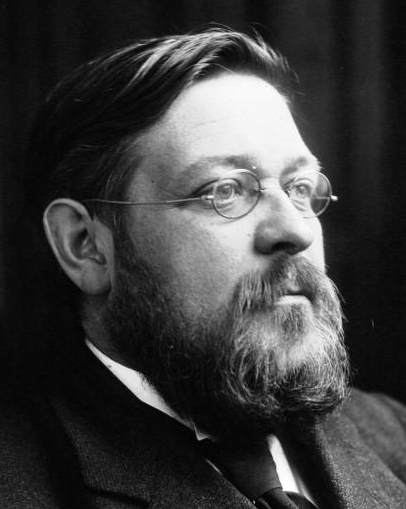
Albert Thomas, ministre de l'armement, décide la construction de l'arsenal.

Dans le contexte de la Première Guerre mondiale, le 13 octobre 1916, le sous-secrétaire d'État à l'armement, Albert Thomas, décide de procéder à la construction d'un arsenal sur le territoire des communes de Roanne et Mably, sur la base d'un rapport préalable établi par Raphaël Milliès-Lacroix. L'objectif est d'augmenter la capacité de production en obus et canons de gros calibre. La décision, annoncée aux maires de Roanne et de Mably, ainsi qu'à ceux des communes avoisinantes, le 7 janvier 1917, ne fait pas l'unanimité, du fait des contraintes qu'elle opère sur les municipalités : les terrains deviennent domaine de l'État, et ceux-ci doivent être viabilisés aux frais des communes - égouts, rues, abattoirs, tramway, écoles, police… Le projet initial était d'environ 1 300 hectares. Il restera dans les années 1950 une sorte de ville dans la ville, sur 481 ha.

### Choix de Roanne
Le choix de l'emplacement est stratégique. La zone est relativement éloignée du front, mais elle est bien desservie par la voie fluviale (sans pour autant que le terrain soit inondable) et par le réseau ferroviaire du PLM, et le bassin roannais se trouve non loin du bassin houiller stéphanois.

### Problèmes de financement
Le budget initial de l'opération n'est pas défini, et Albert Thomas ne prend ni décret ni la peine d'alerter la commission des finances lors de l'annonce de la construction de l'arsenal. Les travaux sont lancés à toute allure, mais le financement ne suit pas. Les frais engendrés par cette négligence d'Hugoniot sont si importants qu'un budget complémentaire de 150 millions de francs est alloué le 29 mars 1917, et Albert Thomas affirmait alors que l'État devait rentrer dans ses investissements dans l'année, après des achats de terrains « à bon compte ». Toutefois, l'achat des terrains s'étale dans le temps, et si certains sont acquis à l'amiable, d'autres le sont par expropriation - par jugement du tribunal civil en date du 23 mars 1923. Sur les 1 300 hectares prévus, des surfaces ne seront pas acquises (atelier de chargement, champ de tir..). Des propriétés seront vendues par les domaines dès les années 1920 et d'autres aux enchères, en 1928, lors d'une vente en sous-préfecture de Roanne[source insuffisante].

## Histoire

### La construction

#### Les différents bâtiments
La conception des bâtiments est confiée aux ingénieurs de l'État, dirigés par Émile Hugoniot.
Le projet initial comportait cinq grands bâtiments, alignés sur un axe nord-sud. Les énormes halles, d'un plan rectangulaire de 250 m sur 300 m, faisaient quelque 75 000 m2 chacune, flanquée d'une annexe de 7 500 m2 sur leur façade est[réf. nécessaire].
L'appel d'offres de travaux attribue la construction des ateliers 1 et 2 au nord à l'entreprise Piketty, et les ateliers 3, 4 et 5 à l'entreprise Boussiron. Piketty réalise le bâtiment 2 et Boussiron les bâtiments 3 et 4, qui sont appelés respectivement Marne, Verdun et Somme, soit 247 500 m2 d'ateliers. Les bâtiments sont majoritairement réalisés en utilisant le procédé du béton armé Hennebique pour Verdun et Somme, et également la technique de la charpente métallique sur pilier béton pour Marne.

#### Les cités
Dans le même temps, plusieurs cités ouvrières et camps sont construits à proximité de l'arsenal, afin de loger la main-d'œuvre travaillant à la construction de l'arsenal et à la production industrielle. Les cités se déploient aux trois quarts sur Roanne, le reste sur Mably[réf. nécessaire]. En janvier 1919 les cités Mably sont encore en construction. Plus de 10 000 ouvriers travaillent à la construction des ateliers, sans compter les ouvriers attachés à la fabrication de munitions. Dans l'attente de la construction[réf. nécessaire] des deux cités, "Roanne" et "Mably", conçues selon un plan grandiose, toutes les personnes[réf. nécessaire], travailleurs chinois et prisonniers de guerre allemands, mais également les autres bâtisseurs de l'arsenal - ouvriers, mobilisés, militaires du génie, Espagnols -[source insuffisante] sont logés dans de rustiques baraquements de bois.
Selon le plan projeté, les cités "Roanne" et "Mably" répètent deux modèles de maisons, soit à rez-de-chaussée, soit à un étage. Par exemple, la cité "Mably" regroupe 94 bâtiments, comptant pour 502 logements. Pour les célibataires, les bâtiments de la "cité du Colombier" et de la "cité des Essarts" sont constitués de chambres simples, mais spacieuses. Notons aussi la présence de 24 fermes sur Roanne et de 17 sur Mably. Fermes acquises par l'arsenal soit à l'amiable, soit par réquisition, elles ont permis de loger du personnel, surtout des familles nombreuses[réf. nécessaire].
La cité est initialement alimentée en eau de la Loire à partir d'une station de pompage située au pont d'Aiguilly (début travaux janvier 1917[réf. nécessaire]). L'eau est décantée, traitée et alimente la "citerne en béton", c'est-à-dire le château d'eau d'Aiguilly, dont la construction débute en août 1917[réf. nécessaire]. De nombreux puits publics sont également forés, et des fontaines sont disposées un peu partout dans les cités.

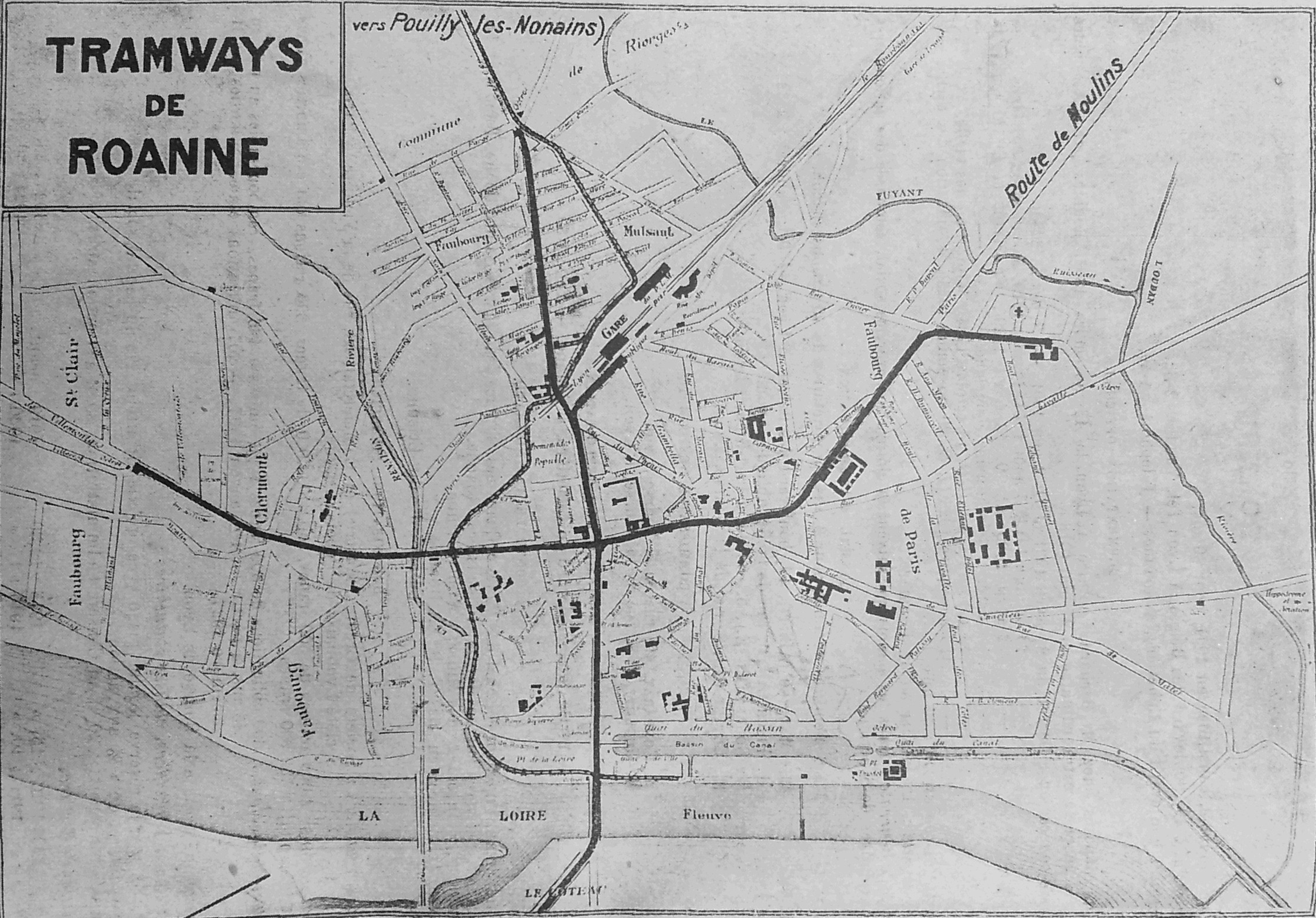
Plan du réseau de tramway de Roanne en 1928

Une ligne de tramway de 5 km de long est construite, reliant l'entrée de l'arsenal à la Gare de Roanne. Le 19 mai 1917, le conseil municipal de Roanne examine la demande du directeur de l’arsenal en date du 14 avril pour la prolongation de la ligne du tramway St-Clair (faubourg Clermont) cimetière, jusqu’à l’arsenal.
En juillet 1917, monsieur Maroger, ingénieur des ponts et chaussées et directeur de la construction (et non de la production) de l'arsenal de Roanne, adresse au maire de Roanne une lettre, dans laquelle il écrit : « Je serais très désireux de donner à divers ouvrages, bâtiments et rues de l'Arsenal le nom de Roannais morts pour la France […] placés par ordre de préférence, les noms d'officiers ou de soldat originaires de Roanne, mort pour la France et cités à l'ordre ou les noms des familles les plus cruellement éprouvées[…] ». La liste sera trop importante et la direction de l'arsenal prendra la décision de nommer les rues avec des lieux de bataille où les Français ont emporté une victoire. Ces noms correspondent à des faits de guerre de 1915, en France, en Belgique ou en Extrême-Orient.

#### La main-d'œuvre
La construction est réalisée en partie par une main-d'œuvre hétéroclite. D'abord les locaux (femmes et sursitaires), puis des prisonniers de guerre, puis des "volontaires" étrangers, notamment des travailleurs chinois. La commission dirigée par Georges Truptil en fait ainsi employer environ 1 200 à Roanne.
L'arrivée de tous ces travailleurs et l'organisation parfois erratique des travaux et des mises en marche d'ateliers ont été la cause d'un fort ressentiment dans la population roannaise, comme Claude-Joseph Gignoux le démontre dans sa thèse de doctorat de 1920. Le coût de production ne deviendra compétitif avec les prix du privé qu'en milieu d'année 1918. Le manque de surveillance des ateliers et les salaires trop élevés sont également pointés du doigt, expliquant le manque de rentabilité de cette « industrie socialiste de l'armement » voulue par Albert Thomas. Les errements de ce contre-exemple économique seront en partie à l'origine de la fin de sa carrière politique, et le sujet d'études publiques, ordonnées par son successeur, le ministre Louis Loucheur, pour améliorer le financement des investissements de la défense nationale.

#### Les autres installations
En plus des ateliers et des cités, l'arsenal inclut diverses dépendances et des équipements permettant son bon fonctionnement.
- Une importante centrale thermique
- Un tramway et ligne de chemin de fer
- Une station de pompage
- Un port fluvial sur le Canal de Roanne à Digoin vers Bonvert, avec ses propres ponts roulants[14].

Ces installations évoluent avec les besoins de la structure et les accidents de parcours :
- Le 27 janvier 1947, une partie de la voûte de l'atelier Verdun s'effondre. L'accident fait deux morts et dix blessés. La surface de production reste réduite d'autant, car la halle n'a jamais été reconstruite. Elle sera finalement démolie partiellement au début des années 1960[réf. nécessaire]. Seulement neuf travées de la partie ouest de Verdun subsisteront alors, où prennent place la cantine, le service du personnel, la mécanographie puis le début du service informatique et du stockage.
- En 1951, la station de pompage initiale sera complétée par un château d'eau alimenté par l'eau "de la ville", issue du barrage de La Tache à Renaison. Dès 1943, le directeur de l'arsenal avait mis en cause la pollution de l'eau, due selon lui aux déversements dans la Loire des eaux résiduaires de la société France-Rayonne[réf. nécessaire]. Les bassins de décantation seront partiellement transformés en piscine à la fin des années 1950 et sont encore utilisés aujourd'hui.
- En 1952, début de la construction d'une piste d'essais de 4 km (plus de 6 km en comptant les voies de raccordement). Elle est située au nord-ouest de l'établissement et est bordé, de nos jours, par la route de Bonvert, la rue de la Maison du Passeur et l'allée centrale, jusqu'à l'ancienne entrée de l'arsenal appelée, à l'époque, porte 9. Elle comporte un tout-terrain de plus de 50 hectares, deux rampes de franchissement à 40 et 60 %, un pas de tir pour petit calibre (jusqu'au 12.7) et pour gros calibre (jusqu'au 105 mm) est aménagé dans le périmètre de cette piste[6],[15].
- Au milieu des années 1990 débute la construction d'un nouveau bâtiment destiné à abriter toutes les fonctions administratives et support de l'établissement. Structure moderne de deux étages comportant bureaux et ateliers, il est nommé "Horizon".

#### Évolution des dénominations
- Le nouvel arsenal prend pour nom de code ARE, pour Arsenal de RoannE[16],[17], dès sa création en 1917.
- Par la suite, le sigle ARE est conservé, mais le nom complet est changé, devenant Atelier de Construction de Roanne. Cette appellation est antérieure à la Seconde Guerre mondiale. Des cartes d'identité et des fiches de paie de 1937 portent déjà la mention « Atelier de Construction de Roanne »[réf. nécessaire]. Une lettre, signée du directeur, en date du 11 avril 1922 porte déjà la mention "Atelier de construction de Roanne"[18].
- En 1992, l'atelier Marne, le plus au nord, spécialisé dans la construction des véhicules blindés dont le char Leclerc, est renommé pour l'occasion "Bâtiment Leclerc" par Pierre Chiquet, PDG de GIAT industrie à cette époque[15].

### L'activité

#### Première Guerre mondiale
Du souhait d'Hugoniot, l'organisation du travail devait reprendre les principes fordistes. Hugoniot avait en effet convaincu Albert Thomas que la productivité devait s'en trouver améliorée, là où il n'avait pas réussi à convaincre André Citroën, qui devait le premier construire cet arsenal. Par cette approche originale, le projet est accusé d'être collectiviste.
André Citroën obtint en janvier 1915 un marché de plus d’un million d'obus de 75 à fabriquer dans une usine à créer. L'État verse une avance en espèces de 1,2 million de francs et des avances allant jusqu'à 4,8 millions pour l'achat de nouvelles machines. L'objectif de production est atteint en été 1915. Il n'est pas question alors de l'Arsenal de Roanne. L'usine du quai de Javel naissait,,.
Les objectifs de production avaient été fixés à 50 000 obus et quatre canons de gros calibre par jour. Le projet d'y produire de la fonte aciérée est lui abandonné. À l'armistice de 1918, l'arsenal n'a pas atteint son objectif de production car il est encore en construction, tout comme ses cités.
La production débute dans les hangars Col, avant que l'ensemble du projet n'aboutisse, les bâtiments étaient encore en soumission. En mai 1918, l'arsenal est en proie à une grève du personnel féminin. On chante L'Internationale. Les femmes crient : « À bas la guerre ! Rendez-nous nos maris ! », « Vive les soldats ! À bas leurs chefs ! ». Au moment de la Seconde bataille de la Marne (juillet 1918), sur l'invitation de Louis Loucheur, qui remplace Albert Thomas à la tête du ministère de l'armement, André Citroën prend très brièvement la tête d'un atelier de l'arsenal pour produire des munitions. Citroën arrive le 6 juin 1918, pour repartir dès l'armistice. Le directeur de l'Arsenal était alors le Colonel Rouyer.
En octobre 1919, Millès Lacroix est amené à examiner les marchés de guerre et ceux passés à Roanne. Il en ressort que le prix payé à partir de juin 1918 excédait de 2,5 milliards[En quoi ?] la valeur normale. Il remarque des commandes de chaises majorées de 60 000 F, de l'huile majorée de 220%, etc. André Citroën achetait avec ses deniers et re-facturait à l'État. La Commission des finances du Sénat émet le souhait que le gouvernement demande le remboursement des sommes indûment payées à André Citroën pour le règlement des marchés de fournitures qu'il a passés lors de sa mission spéciale dont il a été chargé en juin 1918.
André Citroën fait une déclaration à la presse pour se justifier « Si j'avais procédé lentement, en paperassant et en étudiant à loisir comme le font les bureaux, j'aurais sans doute mis ma responsabilité à couvert, mais l'armée n'aurait pas eu d'obus. Il fallait choisir. ».

#### Entre-deux-guerres
Durant l'entre-deux-guerres, la Chambre de Commerce et d'Industrie se montre réticente à ce que l'activité soit continuée sous l'administration de l'État, qui ne sait trop que faire de ces énormes ateliers, sans commande à honorer. Il y est fait de la réparation de matériel ferroviaire, ou des travaux en sous-traitance pour l'arsenal de Bourges.
En 1933, l'arsenal est sous l'autorité de la nouvelle DFA (Direction Fabrication d'Armement)[réf. nécessaire].
Avant la Seconde Guerre mondiale, la ville de Roanne est un centre de mobilisation. Aucune structure n'est toutefois adaptée pour recevoir les compagnies prévues. Il est alors décidé de construire des camps sur les terrains militaires de l'arsenal[réf. nécessaire].
Les terrains de l'arsenal accueillent également le "parc de Mably", dit aussi "ERGM" (Établissement Réserve Générale de Matériel), structure gérée indépendamment de l'arsenal[source insuffisante]. Le 30 septembre 1939, un futur soldat écrit au sujet de cet ERGM : « Ce parc est une réserve de matériel neuf, de motos en passant par tous les types de voitures et camions jusqu'aux tanks, gros et petits, des Somua, il y en a des centaines de chaque, aujourd'hui il y a soixante automitrailleuses sur pneus à décharger ». On y stocke effectivement des chars Renault FT et R35.
L'Atelier de Roanne construit entre janvier 1939 et juin 1940 les affûts du canon de 47.

#### Seconde Guerre mondiale
Dès le premier jour de l'offensive générale allemande, le 10 mai 1940, le parc du matériel est visé, mais c'est une ferme proche qui est touchée par des bombes incendiaires[réf. nécessaire]. Avec la débâcle de 1940, le quartier de l'arsenal accueille des réfugiés dans les trois camps créés en 1939 pour recevoir les mobilisés, Roanne étant alors centre mobilisateur et ne possédant pas par ailleurs les infrastructures suffisantes à la mobilisation.
Après la défaite de 1940, les ateliers servent à la remise en état du matériel militaire de l'armée d'armistice, puis à des productions civiles : bicyclettes, machines-outils, exploitation forestière pour fournir du charbon de bois aux boulangeries et aux véhicules à gazogène[réf. nécessaire] . Au parc de Mably (ERGM), en 1941, des officiers allemands venaient réquisitionner du matériel, qui souvent n'était plus en état de marche, tandis qu'au camp II de Mably, le capitaine Lalande dirige le centre de démobilisation de Roanne. En 1943, après l'invasion de la zone sud, les Allemands investissent l'arsenal et trois firmes se partagent le personnel[réf. nécessaire]. En juillet 1943, la Résistance (groupe Vaillant-Couturier) fait sauter les pylônes électriques de l'arsenal.
La DFA devient la DEFA (Direction des études et fabrication d'armement) en octobre 1944[réf. nécessaire].
À la suite de la Seconde Guerre mondiale sera créé un service spécialisé, dénommé RC (Réparation Chars), il sera situé dans le bâtiment Champagne, au nord de l'établissement par-delà la route de Bonvert hors de l'enceinte de l'arsenal, on y réparera les chars M4 Priest, les moteurs du char Sherman, divers camions, et autres blindés chenillés.
Un bâtiment de l'Arsenal (Verdun) est confié à la S.A.G.E.M. (Société d’applications générales d’électricité et de mécanique) d'octobre 1943 à 1945, atelier qui sera totalement autonome et indépendant vis-à-vis de l'Arsenal mis sous la direction du général Brochard, qui poursuit la production d'obus de 155 d'une commande faite par l'occupant allemand, et est en cela vivement critiqué.
En septembre 1944, le Comité de libération de Roanne (présidé par Élie Vieux) décide de l'ouverture d'un camp d'internement, il occupera les bâtiments du génie proche des cités ouvrières de Mably, entre les rues Maison-du-Passeur et Rethel. Le camp accueille les détenus soupçonnés ou condamnés pour actes de collaboration. Le camp est fermé en mars 1945, lorsque les derniers internés sont envoyés à Saint-Étienne. Ces bâtiments seront ensuite transformés en logements pour les ouvriers et seront habités à partir de 1949.

#### Après-guerre
Après la Seconde Guerre mondiale apparaît au sein de l'arsenal de Roanne l'atelier MT, comme « Montage Tracteur ». Les tracteurs agricoles « la Française » y sont construits, pour le compte de la société française de matériel agricole et industriel (SFMAI). L'arsenal assure la fabrication des FV1 à partir de janvier 1947 (code ABICA) et d'une partie des 401 (avant transfert de la production à Bagnères-de-Bigorre par l'ancienne usine Lorraine-Dietrich) , ainsi que la conception de certains outils additionnels. Il sort des ateliers environ 5 094 exemplaires des tracteurs entre 1947 et 1950. La production comporte également des modèles SFV 401 et 402.
Le 30 juin 1948, pour la sortie du millième tracteur de l'atelier, un défilé dans les rues de Roanne est organisé afin de montrer à la population une des réalisations de l'établissement. Le dépliant publicitaire, imprimé à l'atelier de construction de Roanne sur un tract aux couleurs bleu, blanc, rouge, indique : « pour la terre de France, un tracteur La Française produit par un arsenal français »[réf. nécessaire].
En 1949, la production mensuelle s'établit à 150 tracteurs[réf. nécessaire] Vierzon de 40 ch, 22 tours "Cazeneuve" G36, 30 tours outilleurs de précision (dans l'atelier MZ), sans compter la réfection des blindés américains ou la réalisation de mortiers Brandt[réf. nécessaire].
Cette activité de commandes civiles est poursuivie jusqu'au début des années 1950.

#### Les années ARE (1950-1970)
En 1950, le premier outillage (N° B.F.c 1000) pour la boîte de vitesses du futur char 13 T (alors appelé 12 T) est lancé en production à l'arsenal, qui dépend de la DEFA, l'arsenal de Roanne est choisi comme site de construction et d'assemblage du char ,.
La production se répartit entre les bâtiments "Somme" (fabrication de pièces mécaniques, chaudronnerie, fonderie d’acier, traitements thermiques, traitements de surface, métrologie, laboratoires…) et "Marne" (fabrication des blindés : assemblage des caisses, montage final, réparation, expédition). Tous les outillages et pièces composantes des chars étaient identifiés et gérés avec un N° ARE.
On y construit également durant cette période les mortiers de 120 mm, conçus à l'arsenal de Bourges sur la base du modèle allemand Granatwerfer 42, entre 1951 et 1956, prenant le relai d'autres types de mortiers ; la production de mortiers à l'arsenal de Roanne s'étend au total de 1944 à 1956[réf. nécessaire].
1963 voit le lancement en production du char 30 T. En juin 1967, une présentation dynamique à la presse des premiers modèles d'AMX-30 a lieu sur le terrain d'essais de l'arsenal de Roanne. Les journaux locaux font l'apologie de la démonstration en tout-terrain, sur rampe et en immersion. En 1967, la production mensuelle est de dix chars AMX-30. L'effectif de l'établissement est alors de 2 500 personnes. À cette époque, l'arsenal effectue également des remises à hauteur de chars M47 Patton et EBR (Panhard). Entre 1952 et 1967, ce sont 1 800 chars AMX-13 et 1 500 chars divers reconstruits qui sortent des ateliers[réf. nécessaire].

#### Les années GIAT, nouvel essor et rechute (1971-1990)

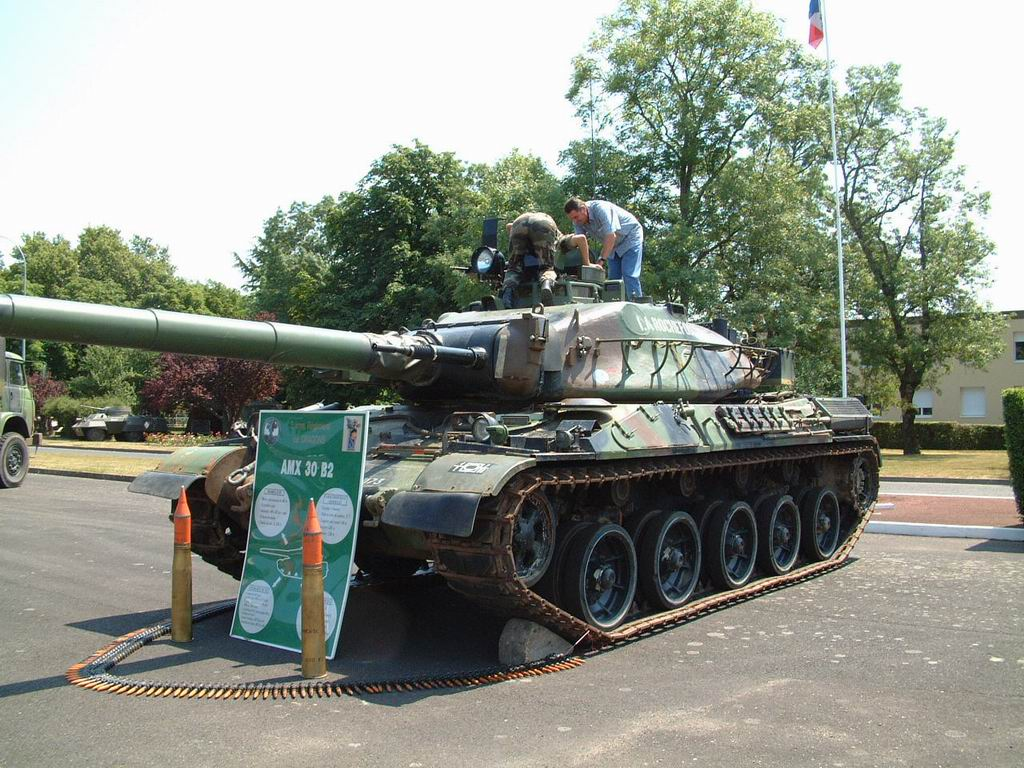
Un char AMX-30 B2, sorti de l'arsenal de Roanne.

En 1971, l'État crée le GIAT (Groupement industriel des armements terrestres) qui prend la direction des différents arsenaux français, dont celui de Roanne. Le GIAT prend le nom de GIAT Industries le 1er juillet 1990. L'activité tourne autour des divers programmes d'armement de l'armée de terre française : construction des engins blindés AMX-30 et ses dérivés depuis 1966, fabrication des véhicules blindés de la famille AMX-10 au début des années 1970, dont la fabrication des AMX-10 RC à compter de 1979, modernisation des AMX-30 en leur version B2 (1983-1993, programme arrêté en 1991).
En 1986 les premières mesures de retraite anticipées et de mobilité pour le personnel ouvrier sont mises en place. En 1988, Jean-Pierre Chevènement, Ministre de la Défense, adresse une lettre au domicile de chaque membre du personnel : « Message d'espoir sur l'avenir du GIAT ». Le premier plan social voit le jour en 1990. Il s'agit du PAIS, Plan d'Adaptationn Industrielle et Sociale". Il sera suivi de plusieurs autres plans. L'effectif total de GIAT est alors de 17 000 personnes et en 2006 il sera de 3 000 personnes.
Toutefois, avec la baisse des commandes d'armement de l'État et la fin de la guerre froide, le milieu des années 1990 est marqué par une réduction de l'activité, accompagnée de rudes mouvements sociaux, comme en 1996 et 1998. Les plans sociaux et projets de plans sociaux se succèdent,, les tentatives de reconversion ou de partenariat aussi.
À la fin des années 1980 débute la construction d'un nouveau bâtiment, situé au sud-est du site il prend le nom de Valmy. Il fut construit en partenariat avec le SIDER (Syndicat intercommunal de développement économique du roannais) dans le cadre du projet MLRS (Multi Launch Rocket System) de conception américaine. Seront produits dans ce bâtiment plus de 230 caisses en alliage d'aluminium dans le cadre de ce contrat, caisses partant par la suite en assemblage final en Allemagne.

### Les années Leclerc (1989-2008)

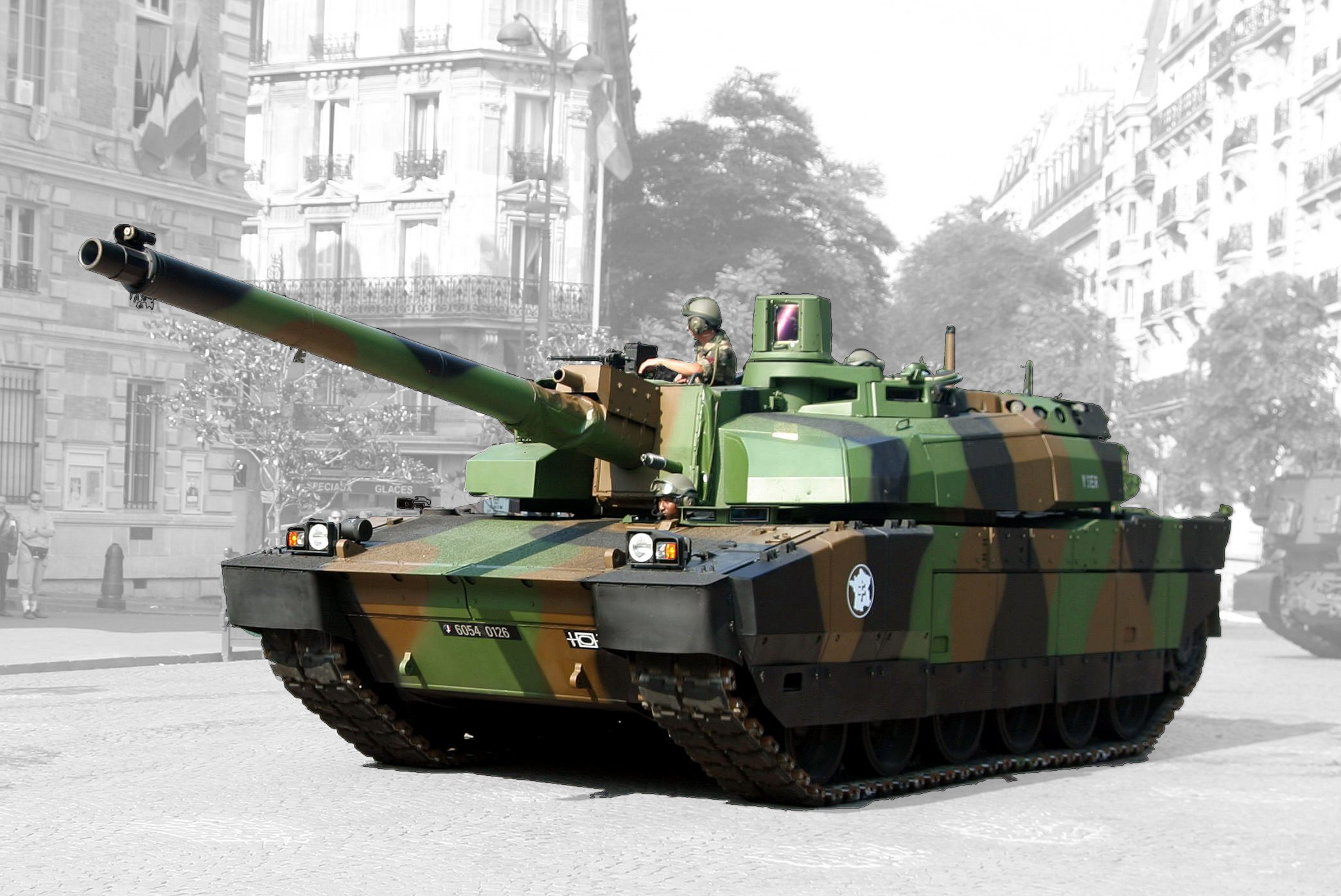
Un char Leclerc version EMAT, sorti de l'arsenal de Roanne.

À partir de 1989, le projet du nouveau char principal de combat français, le char Leclerc, redynamise la production de l'ARE. Le développement de ce char débute en 1978 par de premières études de concept, les premiers mulets de mobilité sortent des ateliers de l'AMX/APX en 1984, suivis en 1986 par la sortie du "Mulet Système Complet" représentant ce que sera plus tard le char Leclerc. En 1988 débute la construction des six prototypes du char Leclerc, dont quatre sont fabriqués à l'AMX/APX de Satory, les deux autres sont fabriqués à l'ARE. Au total auront été produits 864 chars Leclerc de série toutes versions confondues répartis comme suit :
- 406 chars Leclerc version EMAT (France)
- 18 dépanneurs Char Leclerc (France)
- 2 chars dépanneurs ARV (Armoured Recovery Vehicle) « Ematisés » (prélevés sur la chaîne de production des ARV pour les Émirats arabes unis, ils ont servi lors du conflit au Kosovo).
- 388 chars Leclerc version Export (Émirats arabes unis).
- 2 chars Leclerc version « char école », non équipés de tourelle mais d'une gueuse simulant la masse de la tourelle et recevant le poste instructeur (Émirats arabes unis).
- 46 chars dépanneurs ARV (Émirats arabes unis).

Le dernier char Leclerc pour les Émirats arabes unis a été livré en 2003, le dernier char Leclerc pour la France livré en novembre 2007 et le dernier ARV pour les Émirats arabes unis en 2008.
Toutefois, passé la commande émiratie, le char ne remporte plus de succès à l'export, et le carnet de commande n'atteint pas les objectifs de croissance espérés. Quant à la commande française, elle se passe difficilement, avec des problèmes de fiabilité sur certaines séries.
En 2006, à la suite du désengagement progressif de l'État, GIAT Industries devient Nexter au 1er janvier 2006. L'activité du Centre de Roanne (on ne parle plus de l'atelier de construction de Roanne depuis la création de GIAT industries en 1990) est dès lors tournée vers la fabrication du Véhicule blindé de combat d'infanterie, dont plus de 400 exemplaires ont été livrés (juin 2012) sur les 630 commandés, celle du Véhicule Blindé Hautement Protégé Aravis, la rénovation de 256 AMX-10 RC en version AMX-10 RCR (Rénové), la visite profonde d'entretien et de maintenance des chars Leclerc, la rénovation des véhicules AMX-30 Engin blindé du génie et celle des AMX-10 P, l'assemblage du canon automoteur de 155 mm CAESAR, l'intégration des canons 105 LG1 Mk2[réf. nécessaire].

#### Perspectives
Le site de Roanne constitue toujours un élément important de l'industrie française de l'armement. En février 2012, le ministère de la Défense indique lors d'une visite de site le 9 février que l'appel d'offres en cours pour le nouveau « véhicule blindé multi-rôles (VMBR) » offre des perspectives d'activité pour le site de Roanne, mais Nexter n'est toutefois pas le seul en lice. D'autres champs sont ouverts, encore une fois à l'international (Canada, Espagne pour le VBCI dont la dénomination Espagnole est VBR, Inde pour le CAESAR). Il est également question de commandes pour le VBCI par les Émirats arabes unis et du canon de 155 trajan pour l'Inde[réf. nécessaire].
Toutefois, depuis 1980 et les différentes restructurations, le site a perdu près de la moitié de ses surfaces (couvertes et terrains). Ses capacités industrielles ont fortement diminué, ce qui amène les syndicats et salariés à se poser la question de la capacité de l'établissement à répondre aux futures commandes (VBMR + EBRC), ce d'autant plus qu'un plan de cession de 25 000 m2 du bâtiment Leclerc, la totalité de l'ex Bâtiment Annexe Marne (7 500 m2) et les terrains attenants jusqu'à la route de Bonvert est en cours[Quand ?]. Cette cession permettra l'implantation du pôle de déconstruction de matériels roulants.
Plusieurs bâtiments ont encore été démolis ces dernières années, le dernier en date, le bâtiment "Nancy", situé le long du boulevard du même nom, a été démoli en décembre 2015.
Il ne reste donc aujourd'hui plus une trace de l'ancien Arsenal, hors l'Annexe Somme qui abrite quelques entreprises, du côté sud du Boulevard de Valmy (ancienne "allée centrale" encore appelée ainsi par beaucoup d'habitants du quartier de l'arsenal).
Au 1er novembre 2017 sont en attente de démolition l'ancienne annexe Marne (plus tard renommée annexe Leclerc puis enfin bâtiment Marne), le château d'eau d'Aiguilly et l'ancienne maison du chef des gardes à l'ex-entrée "Porte 9".
Perpétuant une erreur historique ayant longtemps mis en avant André Citroën comme étant le fondateur de l'arsenal, la municipalité a nommé, au mois d'octobre 2017, la route d'accès au site Nexter du nom d'André Citroën, et renommé certaines rues du quartier de l'Arsenal par le nom de quelques industriels ou personnalités roannaises sans rapport avec l'arsenal, mettant un terme à 100 années de traditions voulant que chaque rue du quartier ait un rapport avec une bataille de la Première ou de la Deuxième Guerre mondiale.

### Évolution des effectifs
| Année             | Effectifs              |
| ----------------- | ---------------------- |
| 1er novembre 1918 | 10 696,                |
| mi-novembre 1918  | 16 700                 |
| 15 février 1919   | 4 703[réf. nécessaire] |
| 1920              | 900                    |
| septembre 1939    | 2 150                  |
| novembre 1939     | 6 000                  |
| juin 1940         | 12 600                 |
| fin 1940          | 1 100                  |
| juin 1947         | 2 000                  |
| 1985              | 3 000[réf. nécessaire] |
| 1995              | 2 200                  |
| 1997              | 1 950                  |
| 1999              | 1 550                  |
| 2000              | 1 300                  |
| 2002              | 1 200                  |
| 2012              | 800                    |
| décembre 2015     | 778                    |
| Septembre 2018    | 929                    |
| Janvier 2023      | 1450                   |

## L'arsenal, un quartier de ville

### Constitution

#### La paroisse
La création de l'arsenal se fait sur des terres agricoles de quarante-deux fermes roannaises et mablyrotes et sur des terrains inemployés. La construction de l'arsenal se fait sur un principe autarcique, avec ses propres installations et services. Les cités ouvrières accueillent les travailleurs, venus parfois de très loin pour les travaux de construction ou comme main-d'œuvre des ateliers. En 1921, le quartier dispose de toutes les commodités (éclairage public, eau courante, tramway, égout, etc.), sauf d'un lieu de culte.
En 1926, le cardinal Maurin de Lyon, recommande la souscription ouverte par l'abbé Passot de Roanne, pour remplacer la chapelle de l'arsenal, construite en bois, par une église en dur. Le 10 janvier 1927, l'ordonnance de son éminence le cardinal archevêque de Lyon érige la paroisse du Sacré-Cœur de l'Arsenal (commune de Mably) est rédigée au sein de l'archiprêtré de Saint-Étienne. Elle fixe les limites de la nouvelle paroisse, et charge l'abbé Passot d'assurer les services religieux[réf. nécessaire].
En 1936, la paroisse de l'Arsenal est en "cours de constitution" au sein du diocèse de Lyon, selon la terminologie utilisée lors de l'Exposition catholique.

#### La vie associative et sportive
Le quartier a eu très tôt sa propre vie associative et sportive. Dès 1919, l'Association Récréative et Sportive de l'Arsenal de Roanne (ARA) est créée. Elle est à l'origine du Cercle Arsenal (CA) et de l'Amicale laïque Arsenal (ALA)[réf. nécessaire]. En parallèle de ces activités laïques, sous l'impulsion du curé de la paroisse du Sacré-Cœur de l'Arsenal, François Clapot, le cercle catholique de l'arsenal crée des sections sportives, culturelles et de loisirs (boules, football, scoutisme, basket, cyclotourisme, etc.)[réf. nécessaire].
Le 26 février 1945, les FUJI - Forces Unies des Jeunes Indépendants - sont créées. Le 3 janvier 1958, les sections FUJI football et groupe artistique deviennent les deux premières sections du CSADN (Club sportif et associatif de la Défense nationale) de Roanne. De nombreuses sections sportives, artistiques, culturelles et de loisirs sont réunies et viennent concurrencer au niveau local les autres associations sportives (ASR, etc.).
Toutefois, signe du déclin de l'âme originelle du quartier, des regroupements sont en cours, comme la fusion du CSADN Roanne Mably et de Roanne Football, devenant Loire Nord Football Club (LNFC), en 2007, mettant fin à une concurrence commencée en 1945.

#### L'information
Le Centre de Roanne a fait l'objet de nombreuses lettres d'informations et de publications spécialisées, parues successivement. Destinées principalement au personnel de l'ARE, elles ont contribué fortement à la culture du site.
La première source d'information ayant été publiée est certainement le Journal de l'école organe de liaison entre l'école de formation professionnelle de l'ARE et les familles dont le numéro 1 date d'octobre 1943. Il sera mensuel, c'est une feuille recto-verso. Il deviendra en 1944 école et famille. On y trouve : les tableaux d'honneur, des informations aux parents et divers articles tels que la visite détaillée du ministre de la Guerre M. Diethelm le 22 novembre 1944 à l'arsenal et à l'école d'apprentissage.
Jusqu'au début des années 1980, l'histoire de l'arsenal ne s'appuyait pas sur une culture écrite, et des légendes ou des informations erronées circulent, colportées par le bouche-à-oreille et reprises par les rédacteurs locaux sans recherche ou vérification. La création en 1978 de la revue d'entreprise "Barbotin" centralise l'information, et permet de redécouvrir les documents d'origine.
En 1975 une première « plaquette », document couleur de plusieurs pages est diffusée au personnel, aux administrations locales et aux visiteurs. Dans ce document on découvre : l'origine, la fiche signalétique, les moyens de production, les réalisations, la situation économique et sociale de l'ARE au sein du GIAT. Ce type de plaquette sera suivi de nombreuses autres.
Au début des années 1960, un premier document de seize pages montre des photographies des véhicules A.M.X 13 tonnes canon et VTT en diverses situations, ainsi que des vues des ateliers et de l'école d'apprentissage.
Il y a aussi eu l'impression de calendriers (grand format de 1983 à 1988) illustrés avec la production des véhicules, des moyens de production et des bâtiments.
Se sont ainsi succédé les revues suivantes :
- Barbotin, cinquante numéros de 1978 à 1990[70] ;
- Infos, douze numéros de 1990 à 1994 ;
- La lettre de Roanne, plus de soixante numéros de 1995 à 2006 ;
- La lettre de Nexter Systems, plus de vingt numéros à ce jour.

Ces parutions spécifiques au site de Roanne viennent en complément des lettres et journaux internes du groupe GIAT Industries ou de Nexter. À l'époque de Barbotin, il existait ainsi plusieurs autres revues d'information spécifiques aux autres établissements, tel Satoryx pour l'établissement AMX/APX de Satory, ou encore à la Manufacture d'armes de Saint-Étienne, la MAT de Tulle, etc.

### Aujourd'hui

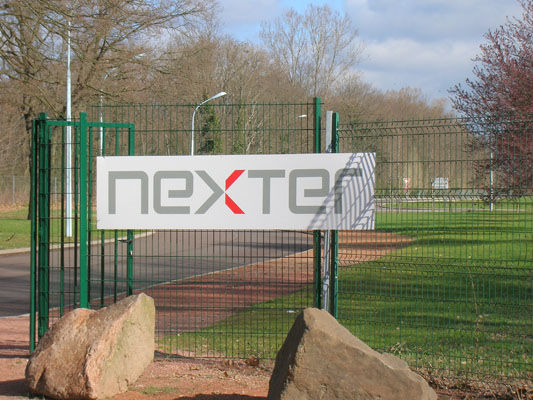
L'entrée du site Nexter Systems, du groupe Nexter, sur l'ancien site de l'arsenal.

Ce quartier de ville est aujourd'hui ouvert sur le reste de Roanne, du fait d'opérations d'urbanisme ayant permis d'abattre les anciennes enceintes. Toutefois, les odonymes guerriers décidés à la suite de la sollicitation de Maroger en 1917 demeurent, même si d'autres noms se sont ajoutés avec l'évolution du quartier, les aviateurs ou faits de guerre de la Seconde Guerre mondiale étant venus compléter les faits de guerre de la Première Guerre mondiale. L'allée centrale, d'une largeur de 78 m ce qui est comparable aux Champs-Élysées à Paris, est ouverte à la circulation publique en 2002, et est renommée boulevard de Valmy, restant ainsi dans cette thématique.
La plupart des ateliers ont été démolis. En 2000 débute la démolition du grand bâtiment Somme, comportant plusieurs ateliers, et celle du bâtiment Verdun[réf. nécessaire]. Le bâtiment Valmy, construit à l'origine par GIAT et le SIDER pour réaliser les caisses du MLRS, après avoir abrité durant les années 1990 l'activité de fabrication de camions de pompier GICAR (activité de diversification de la branche GITECH de GIAT industries qui avait commencé dans le bâtiment Somme dans l'ex-atelier de chaudronnerie) abrita un fabricant de remorques de poids lourds, il abrite désormais la société GIMAEX qui vient de la contraction de GICAR (externalisé de GIAT industries au milieu des années 1990) et de BEMAEX fabricant de matériel de lutte contre l'incendie.
Le bâtiment Annexe SOMME abrite aujourd'hui plusieurs activités, il abritait aussi le CFAI de la Loire (qui a pris la succession de l'ancienne école d'apprentissage de l'arsenal devenu ECIT dans les années 2000) qui est aujourd'hui totalement autonome et rattaché au CFAI AFIL de Saint-Étienne dont il est une antenne. Le CFAI à, depuis la rentrée 2015, pris ses nouveaux quartiers sur le site du CFA du Roannais situé en bordure de la route de Briennon, tout au bout de l'Allée Centrale qui prolonge le boulevard de Valmy jusqu'à la route de Briennon.
L'annexe SOMME abrite aussi plusieurs autres activités dont un fabricant de masques anti poussières et d'hygiène. Il est, avec le bâtiment annexe Verdun, le bâtiment annexe Marne et le bâtiment ex-chaufferie (qui abritait des courts de tennis du CSADN) la seule trace de l'architecture industrielle du début du XXe siècle de l'Arsenal.
Le bâtiment de construction récente « Horizon » a été revendu et abrite désormais des entreprises privées. L'ELOCA (Établissement LOgistique du Commissariat des Armées) occupe l'ancienne annexe Verdun, totalement réhabilitée, ainsi que toute la partie nord du bâtiment Horizon.
Il ne subsiste, au sud du boulevard de Valmy, plus que le bâtiment annexe Somme. Le bâtiment Nancy, qui abritait autrefois le service social, l'infirmerie, les syndicats, a été démoli en décembre 2015.
Depuis début juin ont débuté les travaux de déconstruction de trois travées du bâtiment Leclerc, dans le sens Nord - Sud, afin de permettre de le séparer en deux pour que la portion achetée par Roannais Agglomération pour le ex-futur pôle de déconstruction de matériels roulants puisse être clôturée et donc séparée du site Nexter. Une route d'accès provisoire a, pour cela, été construite au nord de l'enceinte, par la route de Bonvert. Celle-ci rejoint l'ancienne "piste de navigation terrestre" qui longe l'extrémité EST du site.
Au 1er octobre la déconstruction et donc la séparation en deux parties du Bâtiment Leclerc est terminée, les travaux de finition sont en cours. La partie séparée, appartenant à l'EPORA pour Roannais Agglomération, fait partie du projet d’extension de "L'espace Valmy". Cet espace a été constitué par la démolition des Bâtiments Somme et Verdun et la conservation et rénovation de leurs deux annexes au début des années 2000, il en a été question précédemment dans cet article.
Les prochains travaux à venir seront la démolition du bâtiment Annexe Marne, renommé Bâtiment Marne, début 2017 et la séparation en trois lots de la partie est du bâtiment Leclerc, et la réalisation d'espaces extérieurs de stockage ou de parkings sur l'emplacement du bâtiment démoli. L'ancien bâtiment de la chaufferie, typique de l'architecture industrielle du début du XXe siècle, verra une de ses 3 travées déconstruite et l'implantation dans la partie restante d'un projet lié à la recherche sur la maitrise des incendies. L'aménagement des voiries d'accès se fera aussi à la suite de ce chantier qui devrait être terminé pour 2018.
Au mois de septembre a aussi été démoli le mur restant de l'ancien accueil "Porte 9" qui était recouvert par la fresque de l'Association de Défense des Symboles de la Lutte, mûr peint à la suite des luttes syndicales lors du projet GIAT 2006 qui a vu les effectifs de l'arsenal décroitre de plusieurs centaines de personnels. De même a été démolie la petite clôture de l'ancienne maison du chef des gardes, situé lui côté nord de la "Porte 9", à ce jour son avenir est incertain vu son état de délabrement, ses accès ont été condamnés. Il est probable quelle sera démolie, un projet de création de rond-point permettant de « sécuriser » les accès à Nexter et à l'espace Valmy devrait voir le jour à une date inconnue pour l'instant, il était prévu pour 2017 mais il est vraisemblable qu'il soit reporté.
Les 15 et 16 octobre 2016 a eu lieu, à l'Espace Congrès, situé derrière l'Hôtel de Ville de Roanne, le forum Histoire et Généalogie. Lors de ce forum a eu lieu une exposition retraçant l'histoire de l'Arsenal depuis sa construction, les cités ouvrières et plus globalement la vie dans le quartier de l'arsenal. Ce fut l'occasion, pour de nombreux "anciens" de se retrouver autour, par exemple, d'anciennes photos de classe de l'école de l'arsenal datant des années 1950 et de se remémorer leurs bons souvenirs.